# جون رادي
جون رادي (بالإنجليزية: John Rade)‏ هو لاعب كرة قدم أمريكية أمريكي، ولد في 31 أغسطس 1960 في سيريس في الولايات المتحدة.

## وصلات خارجية
- جون رادي على موقع مرجع كرة القدم المحترفة.كوم (الإنجليزية)